# Myrmedophila americanus
Myrmedophila americanus là một loài bọ cánh cứng trong họ Cryptophagidae. Loài này được LeConte miêu tả khoa học năm 1879.